# ジャンボ・ディアス
ジャンボ・ディアス（Jumbo Díaz、本名：ホセ・ラファエル・ディアス・ロドリゲス（Jose Rafael Diaz Rodriguez）、1984年2月27日 - ）は、ドミニカ共和国・ラ・ロマーナ州ラ・ロマーナ出身のプロ野球選手（投手）。右投右打。2021年現在はメキシカンリーグのメキシコシティ・レッドデビルズ所属。2021年開催の東京オリンピック 野球 銅メダリスト。
愛称のジャンボは身長193cm、体重142.9kgの巨漢から「大きい」という意味で呼ばれている。

## 経歴

### プロ入りとマイナー時代
2001年にロサンゼルス・ドジャースと契約を結んだ。
2008年にトミー・ジョン手術を行った。
2009年にテキサス・レンジャーズと契約を結び、傘下のAA級フリスコ・ラフライダーズでプレーした。オフに放出された。
2010年はボルチモア・オリオールズの傘下でプレーした。
2012年はピッツバーグ・パイレーツの傘下でプレーした。

### レッズ時代

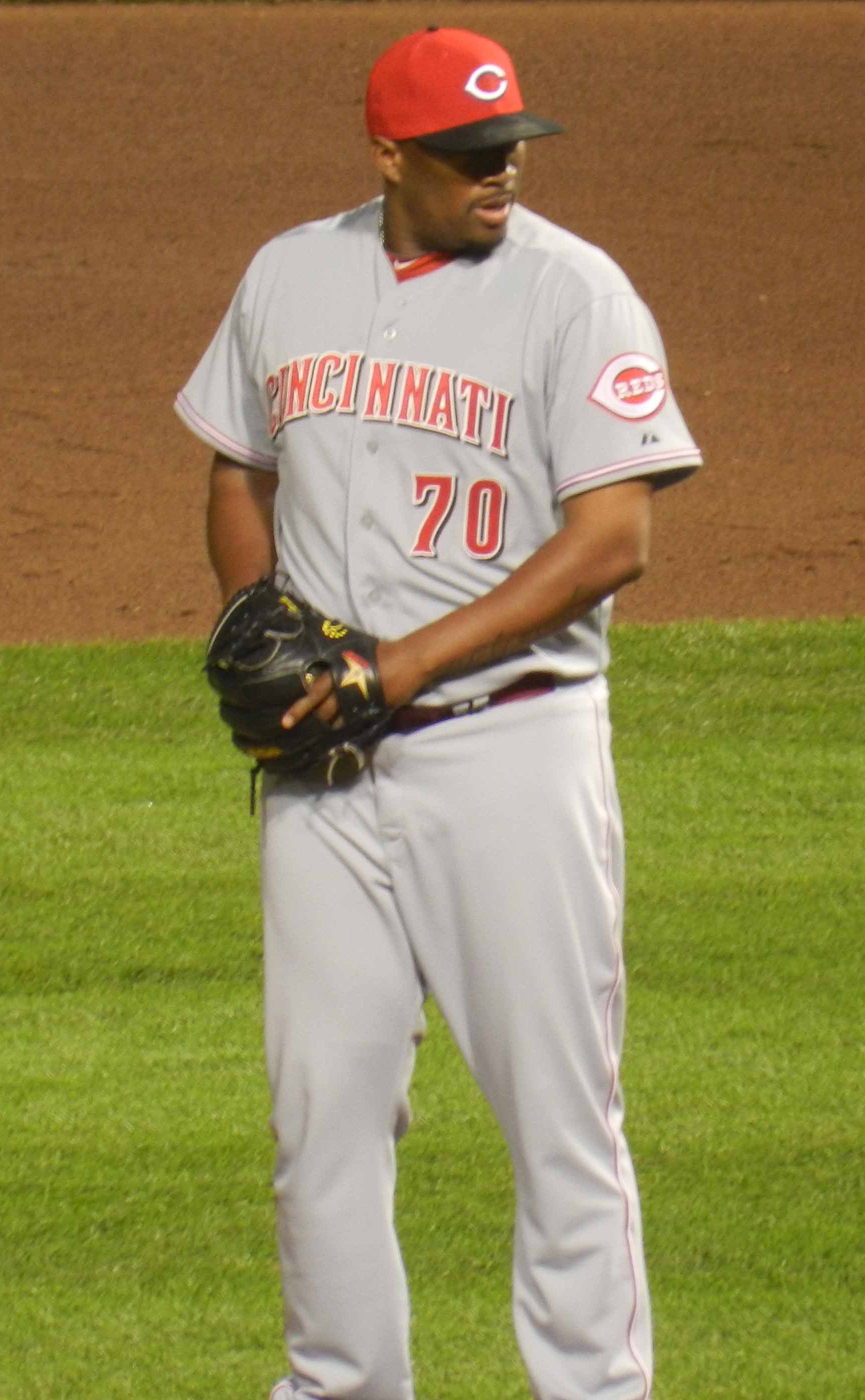
シンシナティ・レッズ時代
（2014年6月24日）

2013年はシンシナティ・レッズと契約を結び、傘下のAAA級ルイビル・バッツでプレーした。
2014年は開幕をAAA級ルイビルで迎えた。6月20日にメジャー契約を結んでアクティブ・ロースター入りし、同日のトロント・ブルージェイズ戦でメジャーデビューを果たした。この年は後半戦にメジャー定着し、36試合にリリーフ登板。0勝1敗・防御率3.38という成績を残したほか、34.2イニングで37個の三振を奪った。
2015年はブルペンの一角を担ったが、6月8日にマイナー降格されると、1ヶ月以上メジャーから遠ざかった。7月11日にメジャー再昇格を果たし、最終的に61試合に登板。メジャー初勝利と初セーブをマークし、防御率4.18を記録した。
2016年は4月下旬にマイナー降格され、メジャー定着したのは6月下旬頃からであり、45試合と登板機会が前年より減少した。防御率3.14・1勝1敗・WHIP1.28を記録。自己最高の防御率を記録したが、同時にWHIPは1.28と自己ワーストであった。
2017年開幕前の2月8日に第4回WBCのドミニカ共和国代表に選出された。3月6日にDFAとなった。

### レイズ時代
2017年3月10日にウェイバー公示を経てタンパベイ・レイズへ移籍した。7月16日にDFAとなり、19日に傘下のAAA級ダーラム・ブルズへ配属された。7月21日に自由契約となった。

### アストロズ傘下時代
2017年7月31日にヒューストン・アストロズとマイナー契約を結び、傘下のAAA級フレズノ・グリズリーズへ配属された。11月6日にFAとなった。

### マーリンズ傘下時代
2018年1月13日にマイアミ・マーリンズとマイナー契約を結び、スプリングトレーニングに招待選手として参加することになった。

### メキシカンリーグ時代
2019年はメキシカンリーグのティフアナ・ブルズと契約。
2020年はメキシコシティ・レッドデビルズと契約したが、新型コロナウイルスの感染拡大に伴いリーグが開催されなかった。オフにはドミニカのウインターリーグ（LIDOM）のアギラス・シバエーニャスでプレーし、カリビアンシリーズ優勝を果たした。
2021年はメキシコシティ・レッドデビルズと再契約した。

## 投球スタイル
スリークォーターから、平均球速96 mph（約154 km/h）のフォーシーム、平均86 mph（約138 km/h）のスライダー、平均96mph（約154 km/h）のシンカー、平均90 mph（約145 km/h）のチェンジアップ、稀に平均94 mph（約151 km/h）のカッターも使用する（2016年による）。メジャーにおける自己最速球速は2015年に記録した100.9 mph（約162 km/h）。

## 詳細情報

### 年度別投手成績
| 年 度    | 球 団    | 登 板 | 先 発 | 完 投 | 完 封 | 無 四 球 | 勝 利 | 敗 戦 | セ 丨 ブ | ホ 丨 ル ド | 勝 率 | 打 者 | 投 球 回 | 被 安 打 | 被 本 塁 打 | 与 四 球 | 敬 遠 | 与 死 球 | 奪 三 振 | 暴 投 | ボ 丨 ク | 失 点 | 自 責 点 | 防 御 率 | W H I P |
| -------- | -------- | ----- | ----- | ----- | ----- | -------- | ----- | ----- | -------- | ----------- | ----- | ----- | -------- | -------- | ----------- | -------- | ----- | -------- | -------- | ----- | -------- | ----- | -------- | -------- | ------- |
| 2014     | CIN      | 36    | 0     | 0     | 0     | 0        | 0     | 1     | 0        | 8           | .000  | 142   | 34.2     | 29       | 3           | 14       | 4     | 0        | 37       | 1     | 0        | 13    | 13       | 3.38     | 1.24    |
| 2015     | CIN      | 61    | 0     | 0     | 0     | 0        | 2     | 1     | 1        | 7           | .667  | 255   | 60.1     | 58       | 9           | 18       | 3     | 3        | 70       | 5     | 1        | 29    | 28       | 4.18     | 1.26    |
| 2016     | CIN      | 45    | 0     | 0     | 0     | 0        | 1     | 1     | 0        | 4           | .500  | 182   | 43.0     | 36       | 8           | 19       | 1     | 1        | 37       | 5     | 0        | 20    | 15       | 3.14     | 1.28    |
| 2017     | TB       | 31    | 0     | 0     | 0     | 0        | 1     | 4     | 0        | 6           | .200  | 136   | 30.0     | 32       | 4           | 15       | 2     | 0        | 28       | 4     | 0        | 20    | 19       | 5.70     | 1.57    |
| MLB：4年 | MLB：4年 | 173   | 0     | 0     | 0     | 0        | 4     | 7     | 1        | 25          | .364  | 715   | 168.0    | 155      | 24          | 66       | 10    | 4        | 172      | 15    | 1        | 82    | 75       | 4.02     | 1.32    |

- 2018年度シーズン終了時

### 年度別守備成績
| 年 度 | 球 団 | 投手（P） | 投手（P） | 投手（P） | 投手（P） | 投手（P） | 投手（P） |
| 年 度 | 球 団 | 試 合     | 刺 殺     | 補 殺     | 失 策     | 併 殺     | 守 備 率  |
| ----- | ----- | --------- | --------- | --------- | --------- | --------- | --------- |
| 2014  | CIN   | 36        | 1         | 1         | 0         | 0         | 1.000     |
| 2015  | CIN   | 61        | 6         | 1         | 0         | 1         | 1.000     |
| 2016  | CIN   | 45        | 1         | 3         | 2         | 0         | .667      |
| 2017  | TB    | 31        | 0         | 3         | 0         | 0         | 1.000     |
| MLB   | MLB   | 173       | 8         | 8         | 2         | 1         | .889      |

- 2018年度シーズン終了時

### 背番号
- 70（2014年 - 2016年）
- 17（2017年）

### 代表歴
- 2017 ワールド・ベースボール・クラシック・ドミニカ共和国代表
- 2020年東京オリンピックの野球競技・ドミニカ共和国代表